# Sosnovi
Sosnovi - Сосновый (rus) és un possiólok del krai de Krasnodar, a Rússia. Es troba als vessants meridionals de l'extrem oest del Caucas occidental, a la riba nord-oriental de la mar Negra, a 13 km al nord-oest de Tuapsé i a 96 km al sud de Krasnodar.
Pertany al poble de Nébug.